# پالو پینو (تگزاس)
پالو پینو، تگزاس (به انگلیسی: Palo Pinto, Texas) یک محدوده ثبت‌نشده در ایالات متحده آمریکا است که در ایالت تگزاس واقع شده‌است.

## خصوصیات
پالو پینو ۴۲۵ نفر جمعیت دارد.